# Hans Gottlob von Zezschwitz
Hans Gottlob von Zezschwitz (* 3. August 1736 in Piskowitz; † 20. Juni 1818 in Dresden) war ein sächsischer General der Kavallerie.

## Leben
Aus dem meißnischen Uradelsgeschlecht Zezschwitz stammend (Eltern: Wolf Caspar von Zezschwitz und Amalie von Brück), erhielt er ab 1752 eine standesgemäße militärische Ausbildung beim Chevaulegersregiment „Prinz Albrecht“. Sein jüngerer Bruder Joachim Friedrich Gotthelf (1740–1820) wurde später ebenfalls sächsischer General.
Am Siebenjährigen Krieg nahm er im Range eines Premierlieutenant zunächst in polnischen Reiterregimentern unter Nostitz und Zezschwitz, ab 1769 als Adjutant des Prinzen Albrecht im österreichischen Heer teil. Im Bayerischen Erbfolgekrieg war er Offizier in der Kavallerie von Benkendorff. 1779 wurde er zum Oberst befördert und zum Kommandeur des Chevaulegersregiments „Herzog von Kurland“ ernannt. Ab 1792 Generalleutnant und Generalinspekteur der Kavallerie, führte er von Oktober 1794 bis September 1795 das Kommando über das etwa 10.000 Mann starke sächsische Reichskontingent, das ohne größere Zwischenfälle zwischen Main und Neckar eingesetzt war, ließ sich aber aus gesundheitlichen Gründen zurückrufen.
1802 wurde Zezschwitz General der Kavallerie und Generalkommandant der sächsischen Garde du Corps.
1805 befehligte er im Südwesten des Kurfürstentums ein 10.000 Mann starkes Beobachtungscorps in Erwartung kriegerischer Ereignisse. Im gleichen Jahr wurde Karl Wilhelm Ferdinand von Funck zu seinem Generaladjutanten ernannt, der in dieser Stellung während des Herbstfeldzuges 1806 blieb.
Im Vierten Koalitionskrieg (Verbündetes Preußen gegen Frankreich) wurde er zum Kommandierenden General über mehr als 20.000 Mann ernannt und unterstand als Führer der 2. Division dem preußischen General Fürst Hohenlohe-Ingelfingen. Ein Teil dieser Division war am 8. und 9. Oktober 1806 gemeinsam mit der Heeresabteilung des Generals von Tauentzien in das Gefecht bei Schleiz verwickelt. Zezschwitz nahm dessen Abteilung bei Mittelpöllnitz auf, sicherte ihren Rückzug und blieb dort bis zum 10. Oktober stehen, bis das ebenfalls unglückliche Gefecht bei Saalfeld, wo auch sächsische Truppen kämpften, ihn nötigte nach Jena zurückzugehen. In der am 14. Oktober geschlagenen Schlacht bei Jena und Auerstedt gab er den ihm angewiesenen Posten an der „Schnecke“ erst auf, als jede Hoffnung eines günstigen Ausganges verschwunden war. Dann zog er mit der geordnet zurückgehenden Infanteriebrigade Nehrhoff ab. Man drang ihn, die Infanterie zurückzulassen und sich mit drei Schwadronen sächsischer Karabiniers, welche zur Stelle waren, durchzuschlagen. Als dies glückte, ließ er die weit zerstreuten Reste seines Corps zum großen Teil in Barby an der Elbe zusammenkommen. Er hatte Barby – nicht Magdeburg, wohin der preußische Rückzug ging – gewählt, weil die Stadt innerhalb der kursächsischen Landesgrenzen lag, und erhielt hier am 21. Oktober den erwarteten Befehl, aufgrund des abgeschlossenen Neutralitätsvertrages in die Friedensgarnisonen abzumarschieren. 
Zezschwitz wurde fortan nicht mehr verwendet, blieb bis 1815 auf Wartegeld, wurde dann pensioniert und starb 1818.